# Проколиенко, Людмила Никитична
Людмила Никитична Проколиенко (29 сентября 1937 года—3 августа 1989 года) — советский украинский учёный-педагог, специалист в области возрастной и педагогической психологии, член-корреспондент АПН СССР (1985).

## Биография
Родилась 29 сентября 1937 года
В 1951 году — окончила филологический факультет Киевского педагогического института имени А. М. Горького, в 1954 году — аспирантуру по психологии.
С 1955 по 1965 годы — работала в НИИ психологии Министерства просвещения УССР (сейчас — Институт психологии имени Г. С. Костюка НАПН Украины), с 1963 года — заведовала лабораторией программированного обучения, с 1983 по 1989 годы — директор.
С 1965 года — преподаватель Киевского педагогического института, проректор по научной работе.
В 1976 году — защитила докторскую диссертацию, тема: «Психология усвоения грамматических знаний учащимися среднего школьного возраста».
С 1983 по 1989 годы — НИИ психологии Министерства просвещения УССР.
В 1985 году — избрана членом-корреспондентом АПН СССР от Отделения психологии и возрастной физиологии.
Людмила Никитична Проколиенко умерла 3 августа 1989 года, похоронена на Зверинецком кладбище Киева.

## Научная деятельность
Сфера научных интересов: возрастная и педагогическая психология, история психологии в Украинской ССР, преподавание психологии в высшей школе.
Вела исследования в области возрастной и педагогической психологии, в том числе психологическим аспектам программирования, алгоритмизации и компьютеризации обучения, формированию нравственных качеств в рамках школьного и семейного воспитания.
Автор монографий: «Психология усвоения грамматических знаний подростками», 1973; «Формирование любознательности у детей дошкольного возраста», 1979.
Под её руководством создан ряд учебных пособий, подготовлен (впервые на Украине) учебник «Педагогическая психология», изданы «Избранные труды Г. С. Костюка» на русском и украинском языках.
Была председателем украинского отделения Общества психологов СССР, членом редколлегии журналов «Вопросы психологии», «Радянська школа», «Радянска жiнка».